# Parallel World Pharmacy
Parallel World Pharmacy (jap. 異世界薬局 Isekai yakkyoku) – seria light novel napisana przez Liz Takayamę i zilustrowana przez keepout. Jest publikowana online od lipca 2015 w serwisie Shōsetsuka ni narō. Później została przejęta przez wydawnictwo Media Factory, które pierwszy tom wydało w styczniu 2016 pod swoim imprintem MF Books. Adaptacja mangowa autorstwa Sei Takano ukazuje od listopada 2016 w magazynie internetowym „ComicWalker” wydawnictwa Kadokawa Shoten.   
Na podstawie powieści studio Diomedéa wyprodukowało serial anime, który emitowany był od lipca do września 2022. 

## Fabuła
W swojej trwającej całe życie obsesji na punkcie opracowywania nowych leków pomagających ludziom, Kanji Yakutani, japoński badacz medycyny, umiera z przepracowania. Ku swojemu ogromnemu zaskoczeniu, odradza się w innym, przypominającym średniowiecze świecie, w którym odpowiednie leczenie jest przywilejem tylko dla bogatych. W swoim nowym wcieleniu jako Pharma de Médicis, odkrywa, że otrzymał błogosławieństwo od Panactheosa, boga medycyny. Z jego boskim błogosławieństwem i zachowaną wiedzą o nowoczesnej medycynie, Pharma postanawia zrewolucjonizować postęp medyczny innego świata i sprawić, że odpowiednie leczenie stanie się przystępne dla zwykłych ludzi.

## Bohaterowie
- Pharma de Médicis (jap. ファルマ・ド・メディシス Faruma do Medishisu)

Seiyū: Aki Toyosaki 
- Eléonore „Ellen” Bonnefoi (jap. エレオノール･ボヌフォワ Ereonōru Bonufowa)

Seiyū: Reina Ueda 
- Charlotte „Lotte” Soller (jap. シャルロット･ソレル Sharurotto Soreru)

Seiyū: Kaede Hondo 
- Elisabeth II (jap. エリザベート二世 Erizabēto Nisei)

Seiyū: Reina Ueda 
- Bruno de Médicis (jap. ブリュノ・ド・メディシス Buryuno do Medishisu)

Seiyū: Kenji Nomura 
- Blanche de Médicis (jap. ブランシュ・ド・メディシス Buranshu do Medishisu)

Seiyū: Maria Naganawa 

## Light novel
| Nr | Data wydania (język japoński) | ISBN (język japoński)  |
| -- | ----------------------------- | ---------------------- |
| 1  | 25 stycznia 2016              | ISBN 978-4-04-068047-7 |
| 2  | 25 marca 2016                 | ISBN 978-4-04-068320-1 |
| 3  | 25 października 2016          | ISBN 978-4-04-068672-1 |
| 4  | 25 marca 2017                 | ISBN 978-4-04-069088-9 |
| 5  | 25 sierpnia 2017              | ISBN 978-4-04-069409-2 |
| 6  | 24 marca 2018                 | ISBN 978-4-04-069806-9 |
| 7  | 25 lipca 2019                 | ISBN 978-4-04-065838-4 |
| 8  | 21 lipca 2021                 | ISBN 978-4-04-064268-0 |
| 9  | 23 grudnia 2022               | ISBN 978-4-04-682021-1 |

## Manga
| Nr | Data wydania (język japoński) | ISBN (język japoński)  |
| -- | ----------------------------- | ---------------------- |
| 1  | 23 marca 2017                 | ISBN 978-4-04-069116-9 |
| 2  | 23 września 2017              | ISBN 978-4-04-069419-1 |
| 3  | 23 maja 2018                  | ISBN 978-4-04-069836-6 |
| 4  | 22 lutego 2019                | ISBN 978-4-04-065350-1 |
| 5  | 21 października 2019          | ISBN 978-4-04-064070-9 |
| 6  | 23 września 2020              | ISBN 978-4-04-064768-5 |
| 7  | 21 lipca 2021                 | ISBN 978-4-04-680506-5 |
| 8  | 22 marca 2022                 | ISBN 978-4-04-681251-3 |
| 9  | 23 stycznia 2023              | ISBN 978-4-04-682167-6 |

## Anime
Adaptacja w formie telewizyjnego serialu anime została zapowiedziana 15 lipca 2021. Seria została wyprodukowana przez studio Diomedéa i wyreżyserowana przez Keizō Kusakawę. Za scenariusz odpowiada Wataru Watari, postacie zaprojektowała Mayuko Matsumoto, a muzykę skomponowali Tatsuya Kato i Satoshi Hōno. Był emitowany od 10 lipca do 25 września 2022 w stacjach AT-X, Tokyo MX, Kansai TV i BS NTV. Motywem przewodnim jest „Musō-teki Chronicle” autorstwa Kaori Ishihary, natomiast kończącym „Haku’u” w wykonaniu Little Black Dress. Prawa do emisji serii poza Azją nabył Crunchyroll.

### Lista odcinków
| №  | Tytuł | Reżyseria                    | Scenariusz    | Scenorys                      | Premiera         |
| -- | --- | ---------------------------- | ------------- | ----------------------------- | ---------------- |
| 1  | A Reincarnated Pharmacologist and a Parallel World Tensei yakugakusha to isekai (転生薬学者と異世界)                                 | Keizō Kusakawa               | Wataru Watari | Keizō Kusakawa                | 10 lipca 2022    |
| 2  | Master and Apprentice Shishō to deshi (師匠と弟子)                                                                                   | Shōta Ihata                  | Sō Sagara     | Shōta Ihata                   | 17 lipca 2022    |
| 3  | The Chief Royal Pharmacian and the Reincarnated Pharmacologist Hittō kyūtei kusushi to tensei yakugakusha (筆頭宮廷薬師と転生薬学者) | Shingo Tamaki                | Wataru Watari | Shingo Tamaki                 | 24 lipca 2022    |
| 4  | The Empress and an Imperial Charter Kōtei heika to sōgyō chokkyo (皇帝陛下と創業勅許)                                                | Keizō Kusakawa Yoshino Honda | Wataru Watari | Yoshino Honda                 | 31 lipca 2022    |
| 5  | Daily Life at Parallel World Pharmacy and Cosmetics Isekai yakkyoku no nichijō to keshōhin (異世界薬局の日常と化粧品)                | Ageha Kochōran               | Jakuson Ō     | Sorato Shimizu                | 7 sierpnia 2022  |
| 6  | Siblings and the Sea Kyōdai to umi (兄妹と海)                                                                                        | Shōta Amano                  | Sō Sagara     | Keizō Kusakawa                | 14 sierpnia 2022 |
| 7  | The Boy with No Shadow and the Inquisitors Kage no nai shōnen to itanjinmonkan (影のない少年と異端審問官)                            | Shōta Ihata                  | Sō Sagara     | Shōta Ihata                   | 21 sierpnia 2022 |
| 8  | Influenza and the Dawn of a Pharmacy Infuruenza to yakkyoku no yoake (インフルエンザと薬局の夜明け)                                  | Shingo Tamaki                | Wataru Watari | Shingo Tamaki                 | 28 sierpnia 2022 |
| 9  | The Story of a Certain Wicked Man Aru jaaku na otoko no hanashi (ある邪悪な男の話)                                                   | Yoshino Honda                | Sō Sagara     | Yoshino Honda                 | 4 września 2022  |
| 10 | The Black Death Kokushibyō (黒死病)                                                                                                  | Ageha Kochōran               | Jakuson Ō     | Sorato Shimizu                | 11 września 2022 |
| 11 | The Miracle at L’Estacque Esutāku mura no kiseki (エスターク村の奇跡)                                                                | Shōta Ihata                  | Wataru Watari | Shōta Ihata                   | 18 września 2022 |
| 12 | Those He Couldn’t Cure Kare ga naosenakatta mono (彼が治せなかったもの)                                                              | Keizō Kusakawa               | Wataru Watari | Keizō Kusakawa Sorato Shimizu | 25 września 2022 |

## Odbiór
W lipcu 2021 light novel i manga liczyły łącznie ponad 2 300 000 egzemplarzy w obiegu.